# Glanskoevogel
De glanskoevogel (Molothrus bonariensis) is een zangvogel uit de familie van de troepialen (Icteridae).

## Verspreiding en leefgebied
Deze soort komt voor in de zuidoostelijke Verenigde Staten door centraal Zuid-Amerika en telt zeven ondersoorten:
- Molothrus bonariensis minimus: zuidelijk Florida, West-Indië, de Guyana's en noordelijk Brazilië.
- Molothrus bonariensis cabanisii: van oostelijk Costa Rica tot westelijk Colombia.
- Molothrus bonariensis venezuelensis: oostelijk Colombia en noordelijk Venezuela.
- Molothrus bonariensis aequatorialis: zuidwestelijk Colombia en westelijk Ecuador.
- Molothrus bonariensis occidentalis: zuidwestelijk Ecuador en westelijk Peru.
- Molothrus bonariensis riparius: oostelijk Ecuador, oostelijk Peru en westelijk Brazilië.
- Molothrus bonariensis bonariensis: van centraal en oostelijk Brazilië tot Chili, Bolivia en Argentinië.